# KOPW
 (mai 2025).
Si vous disposez d'ouvrages ou d'articles de référence ou si vous connaissez des sites web de qualité traitant du thème abordé ici, merci de compléter l'article en donnant les références utiles à sa vérifiabilité et en les liant à la section « Notes et références ».
Le titre KOPW (King of Pro-Wrestling) est un championnat de catch de la New Japan Pro-Wrestling (NJPW).
Ce championnat est assez différent des autres dans le monde du catch puisqu'un seul catcheur par an est reconnu comme champion. Un champion provisoire est déterminé en début d'année, et il doit défendre ce titre au cours de l'année. Le champion provisoire à la fin de l'année est alors reconnu que le champion officiel de l'année écoulée. Le titre est alors rendu vacant est disputé à nouveau l'année suivante. Si depuis 2023 le titre est représenté par une ceinture, jusque là le champion officiel en fin d'année recevait le trophée KOPW. Par ailleurs, contrastant avec l'habitude de la NJPW à proposer des matchs traditionnels, les matchs pour ce titre sont exclusivement à stipulation. Chaque catcheur participant propose une stipulation et les fans sont amenés à choisir laquelle sera utilisée.
Le titre a été introduit par Kazuchika Okada lors d'une conférence de presse le 28 juillet 2020. Toru Yano est devenu le premier champion provisoire le 29 août 2020 ainsi que le premier champion officiel après sa défense finale du titre le 23 décembre 2020. Le dernier champion officiel, pour l'année 2022, est Shingo Takagi. Il est aussi l'actuel champion provisoire pour l'année 2023.

## Histoire
Le 28 juillet 2020, Kazuchika Okada annonce dans une conférence de presse de la NJPW la création du championnat King of Pro-Wrestling. Il le présente plus comme une distinction qu'un championnat de catch traditionnel. Un tournoi est par la suite organisé du 26 au 29 août. Les participants sont : 
- Kazuchika Okada[2]
- Bullet Club (Gedo, Jado et Yujiro Takahashi)[a],[2]
- SANADA[2]
- SHO[2]
- El Desperado[2]
- Satoshi Kojima[2]
- Toru Yano[2]
- BUSHI[2]

Les stipulations proposés par les catcheurs sont ensuite choisi par les fans via les réseaux sociaux. Toru Yano est le premier détenteur de ce trophée après sa victoire dans un Four-way match. Yano défend avec succès son titre à deux reprises et le 23 décembre il devient officiellement le premier King of Pro-Wrestling.

## Règnes
Cette liste suit l'historique du titre en incluant les champions provisoires, mais seul le vainqueur du dernier match de l'année mettant le titre en jeu est reconnu comme champion.
| # | # | Champion      | Date             | Evénement                                    | Lieu              | Règne | Règne | Durée     | Défenses | Notes                                                                         | Réf    |
| P | D | Champion      | Date             | Evénement                                    | Lieu              | P     | D     | Durée     | Défenses | Notes                                                                         | Réf    |
| - | - | ------------- | ---------------- | -------------------------------------------- | ----------------- | ----- | ----- | --------- | -------- | ----------------------------------------------------------------------------- | ------ |
| 1 |   | Toru Yano     | 29 août 2020     | Summer Struggle in Jingu                     | Tokyo, Japon      | 1     |       | 116 jours | 2        | Il remporte un Four-way match face à El Desperado, Kazuchika Okada et SANADA. | [ 4 ]  |
|   | 1 | Toru Yano     | 23 décembre 2020 | Road to Tokyo Dome                           | Tokyo, Japon      |       | 1     | —         | —        |                                                                               | [ 5 ]  |
| 2 |   | Toru Yano     | 5 janvier 2021   | Wrestle Kingdom 15 in Tokyo Dome Nuit 2      | Tokyo, Japon      | 2     |       | 201       | 2        | Il bat BUSHI, Chase Owens et Bad Luck Fale dans un Four-way match.            | [ 6 ]  |
| 3 |   | Chase Owens   | 25 juillet 2021  | Wreslte Grand Slam in Tokyo Dome             | Tokyo, Japon      | 1     |       | 41        | 0        |                                                                               | [ 7 ]  |
| 4 |   | Toru Yano     | 4 septembre 2021 | Wrestle Grand Slam in MetLife Dome           | Tokorozawa, Japon | 3     |       | 111       | 1        | Il bat Owens dans un I Quit match.                                            | [ 8 ]  |
|   | 2 | Toru Yano     | 24 décembre 2021 | Road to Tokyo Dome                           | Tokyo, Japon      |       | 2     | —         | —        |                                                                               | [ 9 ]  |
| 5 |   | Minoru Suzuki | 5 janvier 2022   | Wrestle Kingdom 16 Nuit 2                    | Tokyo, Japon      | 1     |       | 58        | 0        | Il bat Toru Yano, Chase Owens et CIMA.                                        | [ 10 ] |
| 6 |   | Toru Yano     | 20 février 2022  | New Years Golden Series Nuit 4               | Sapporo, Japon    | 4     |       | 48        | 0        |                                                                               |        |
| 7 |   | Taichi        | 9 avril 2022     | Hyper Battle '22                             | Tokyo, Japon      | 1     |       | 16        | 0        |                                                                               |        |
| 8 |   | Shingo Takagi | 25 avril 2022    | Golden Fight Series 2022                     | Hiroshima, Japon  | 1     |       | 238       | 4        |                                                                               |        |
|   | 3 | Shingo Takagi | 19 décembre 2022 | JTO 50th Anniversary for TakaTaichi Together | Tokyo, Japon      |       | 1     | —         | —        |                                                                               |        |
| 9 |   | Shingo Takagi | 5 janvier 2023   | New Year Dash 2023                           | Tokyo, Japon      | 2     |       | 114 jours | 4        |                                                                               |        |

## Règnes combinés
En incluant les champions provisoires et officiels.
| † | Indique le champion provisoire actuel |

| Rang | Catcheur        | Nombre de titres | Nombre de règnes provisoires | Nombre de défenses cumulées | Durées de règnes cumulées |
| ---- | --------------- | ---------------- | ---------------------------- | --------------------------- | ------------------------- |
| 1    | Toru Yano       | II               | 4                            | 5                           | 476                       |
| 2    | Shingo Takagi † | I                | 2                            | 4                           | 3 ans et 10 jours+        |
| 3    | Minoru Suzuki   | —                | 1                            | 0                           | 58                        |
| 4    | Chase Owens     | —                | 1                            | 0                           | 41                        |
| 5    | Taichi          | —                | 1                            | 0                           |                           |